# Beniaján
Beniaján è una località spagnola del comune di Murcia che si trova ai piedi della montagna che chiude dal sud la valle del fiume Segura, una grande e fertile pianura. È a circa 5 km dal capoluogo, nel centro della zona denominata Cordillera Sur. Dalla fine del XIX secolo, il suo nome ha cominciato ad essere conosciuto a livello internazionale grazie alla sua abbondante produzione di agrumi destinati in buona parte all'esportazione.

## Monumenti e paesaggi
- Chiesa Arcipretale di San Juan Bautista (secoli XVII-XX)
- Cappella-santuario del Carmine
- Cappella di San Antón
- Chiesa di Villanueva, Virgen del Azahar
- Palazzo di Pelegrín (sede del Comune)
- Casa de Pacorro
- Ecomuseo gastronomico “El Bojal"
- La Barraca (museo costumbrista)
- Centro Ambientale "Fuente de Columbares"
- Parque Regional "El Valle-Carrascoy", territori di montagna destinati a riserva naturale regionale. L'area è ricca di interessanti attrazioni archeologiche, paesaggistiche, naturalistiche e storiche.

## Feste e celebrazioni
- San Antón (17 gennaio)
- Pasqua, processioni di nazarenos (incappucciati) che portano statue che simboleggiano la passione di Gesù.
- Virgen del Azahar, (1º maggio)
- Settimana Culturale, musica e folklore (intorno al 24 giugno)
- Vergine del Carmine (Festa Patronale, settimana del 16 luglio). L'immagine della Madonna viene portata in solenne processione seguita dai fedeli con le candele. Nel corso della festa si svolgono spettacoli pirotecnici in onore della Vergine.
- Santa Cecilia (settimana del 22 novembre)

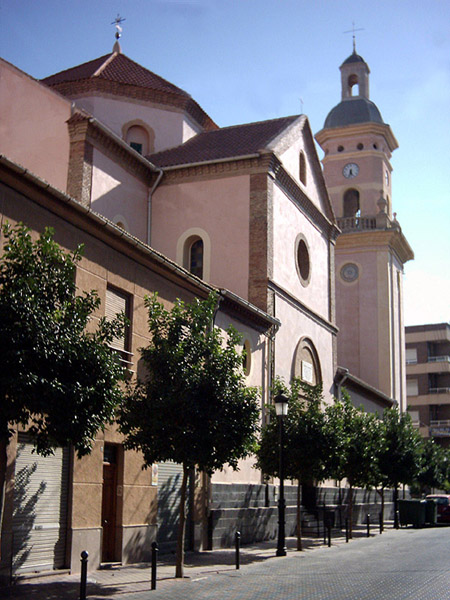
Calle Mayor